# دادگاه عالی ونزوئلا
دادگاه عالی ونزوئلا (اسپانیایی: Tribunal Supremo de Justicia‎) بالاترین سطح دادگاه در ونزوئلا می‌باشد. این دادگاه در سال ۱۹۹۹ میلادی تأسیس گردید.